# Velké Meziříčí
Velké Meziříčí é uma cidade checa localizada na região de Vysočina, distrito de Žďár nad Sázavou.